# Prairial
Prairial was de negende maand van de Franse republikeinse kalender; prairial betekent: weidemaand.
Vergeleken met de gregoriaanse kalender begon de maand op 20 of 21 mei en eindigde op 18 of 19 juni.
|          |
| Primidi  |
| Duodi    |
| Tridi    |
| Quartidi |
| Quintidi |
| Sextidi  |
| Septidi  |
| Octidi   |
| Nonidi   |
| Décadi   |

| décade 1 |                               |
| 1        | Luzerne                       |
| 2        | Hémérocalle (Lelie)           |
| 3        | Trèfle (Klaver)               |
| 4        | Angélique (Grote engelwortel) |
| 5        | Canard (Eend)                 |
| 6        | Mélisse (Citroenmelisse)      |
| 7        | Fromental (Glanshaver)        |
| 8        | Martagon (Martagonlelie)      |
| 9        | Serpolet (Tijm)               |
| 10       | Faux (Zeis)                   |

| décade 2 |                          |
| 11       | Fraise (Aardbei)         |
| 12       | Bétoine (Andoorn)        |
| 13       | Pois (Erwt)              |
| 14       | Acacia                   |
| 15       | Caille (Kwartel)         |
| 16       | Oeillet (Anjer)          |
| 17       | Sureau (Vlierbes)        |
| 18       | Pavot (Papaver)          |
| 19       | Tilleul (Lindeboom)      |
| 20       | Fourche (Mestvork, Riek) |

| décade 3 |                              |
| 21       | Barbeau (Korenbloem)         |
| 22       | Camomille (Kamille)          |
| 23       | Chèvrefeuille (Kamperfoelie) |
| 24       | Caille-lait (Walstro)        |
| 25       | Tanche (Zeelt)               |
| 26       | Jasmin (Jasmijn)             |
| 27       | Verveine (Verbena)           |
| 28       | Thym (Tijm)                  |
| 29       | Pivoine (Pioenroos)          |
| 30       | Chariot (Handkar)            |

|                       |
| Republikeinse tijd:   |
| 9:24:35               |
| Midden-Europese tijd: |
| 23:01:43              |